# سوروس سیبخت
سِوِروس سیبُخت (نام سیبخت فارسی است) در نصیبین زاده شد و در ۶۲۲ میلادی درگذشت. در حوالی نیمهٴ سدهٴ هفتم میلادی در قن - نشره  برآمد. فیلسوف، دانشمند. شروحی بر آثار ارسطو نوشت (آنالوطیقای اول، عبارت [= باری ارمیناس]. اسقف دیر قن - نشره (یا کن‌نصره، بر کرانهٴ فرات علیا) که تحت رهبری او در آن ایام مرکز عمدهٴ معارف یونانی در شام غربی شد. او دربارهٴ موضوعات جغرافیایی و نجومی آثاری نوشت (بروج، کسوف و خسوف)؛ رسالهٴ او در باب اسطرلاب مسطح (تألیف پیش از ۶۶۰) منحصراً مبتنی بر مآخذ یونانی است. در اثر دیگری (در ۶۶۲) به نه رقم (هندی) اشاره می‌کند که ارزش آنها را او خود کاملاً دریافته است. این نخستین اشاره به ارقام هندی در خارج از این کشور است. او را می‌توان یکی از کارگزارانی دانست که معلومات یونانی راجع به اسطرلاب، و معلومات هندی دربارهٴ اعداد به توسط او به عرب‌ها رسید. او اعلام کرد، علم نمی‌تواند در انحصار هیچ ملتی باشد، بلکه جنبهٴ بین‌المللی دارد.